# Europejski Urząd Patentowy

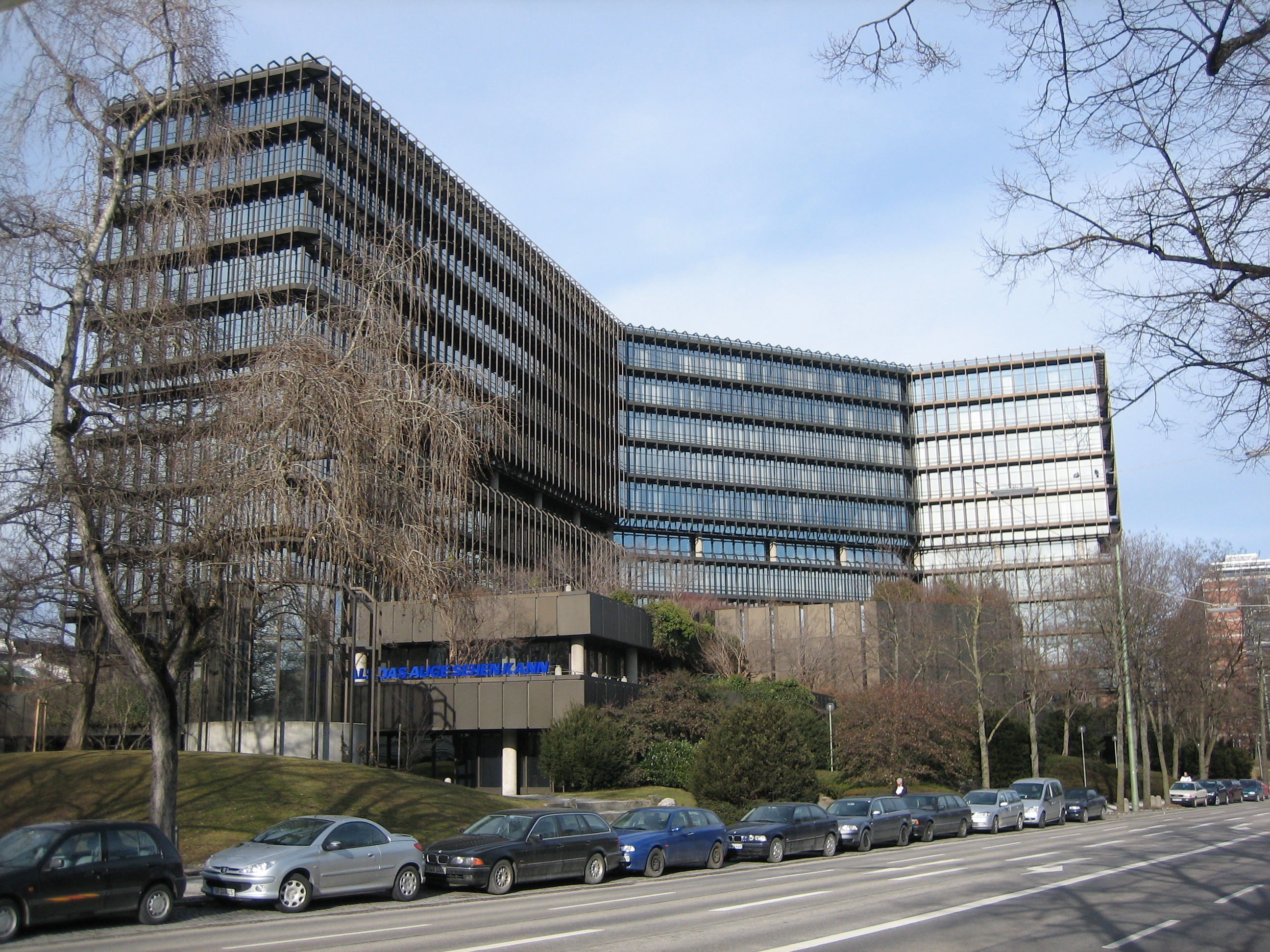
Główna siedziba Europejskiego Urzędu Patentowego w Monachium.

Europejski Urząd Patentowy – organ wykonawczy Europejskiej Organizacji Patentowej powołanej na mocy Konwencji o udzielaniu patentów europejskich. Jego zadaniem jest przyznawanie patentów europejskich
Główna siedziba Europejskiego Urzędu Patentowego mieści w Monachium. Urząd posiada oddział w Hadze, pododdziały w Berlinie, Wiedniu oraz Brukseli. 
Urząd zatrudnia ponad 6000 pracowników z wszystkich państw członkowskich. 